# How Deep Is Your Love (chanson de Calvin Harris)
Pour les articles homonymes, voir How Deep Is Your Love.
Singles de Calvin Harris
Pray to God
(2015) This Is What You Came For
(2016)
How Deep Is Your Love est une chanson du disc jockey britannique Calvin Harris et du trio Disciples, sortie le 17 juillet 2015 sur iTunes puis le 7 août 2015 sur Beatport. Le titre est distribué par Columbia Records.
Le titre est chanté par Ina Wroldsen, qui l’a aussi co-écrit avec Disciples et Calvin Harris, mais elle n'est pas créditée pour son interprétation, et son nom est seulement mentionné comme co-auteure.
Des versions remixées par R3hab, DJ Snake et Chris Lake sont sorties peu de temps après la sortie de l'original.
Gigi Hadid apparaît en tant qu'héroïne du clip .
En mars 2017, le clip vidéo atteint le milliard de visionnages sur YouTube.

## Liste des pistes
| 1. | How Deep Is Your Love | 3:34 |

| 1. | How Deep Is Your Love (Extended Mix)                 | 5:54 |
| 2. | How Deep Is Your Love (Calvin Harris & R3hab Remix)  | 4:17 |
| 3. | How Deep Is Your Love (Chris Lake Remix)             | 5:07 |
| 4. | How Deep Is Your Love (Disciples & Unorthodox Remix) | 6:05 |

| 1. | How Deep Is Your Love (DJ Snake Remix) | 3:42 |

## Classement hebdomadaire
| Classement                              | Meilleure position |
| --------------------------------------- | ------------------ |
| Allemagne (Media Control AG)            | 5                  |
| Australie (ARIA)                        | 1                  |
| Autriche (Ö3 Austria Top 40)            | 5                  |
| Belgique (Flandre Ultratop 50 Singles)  | 2                  |
| Belgique (Wallonie Ultratop 50 Singles) | 1                  |
| Danemark (Tracklisten)                  | 5                  |
| Espagne (PROMUSICAE)                    | 10                 |
| États-Unis (Hot 100)                    | 45                 |
| Finlande (Suomen virallinen lista)      | 4                  |
| France (SNEP)                           | 2                  |
| Italie (FIMI)                           | 21                 |
| Norvège (VG-lista)                      | 9                  |
| Nouvelle-Zélande (RMNZ)                 | 2                  |
| Pays-Bas (Nederlandse Top 40)           | 2                  |
| Royaume-Uni (UK Singles Chart)          | 2                  |
| Suède (Sverigetopplistan)               | 6                  |
| Suisse (Schweizer Hitparade)            | 5                  |

### Certifications

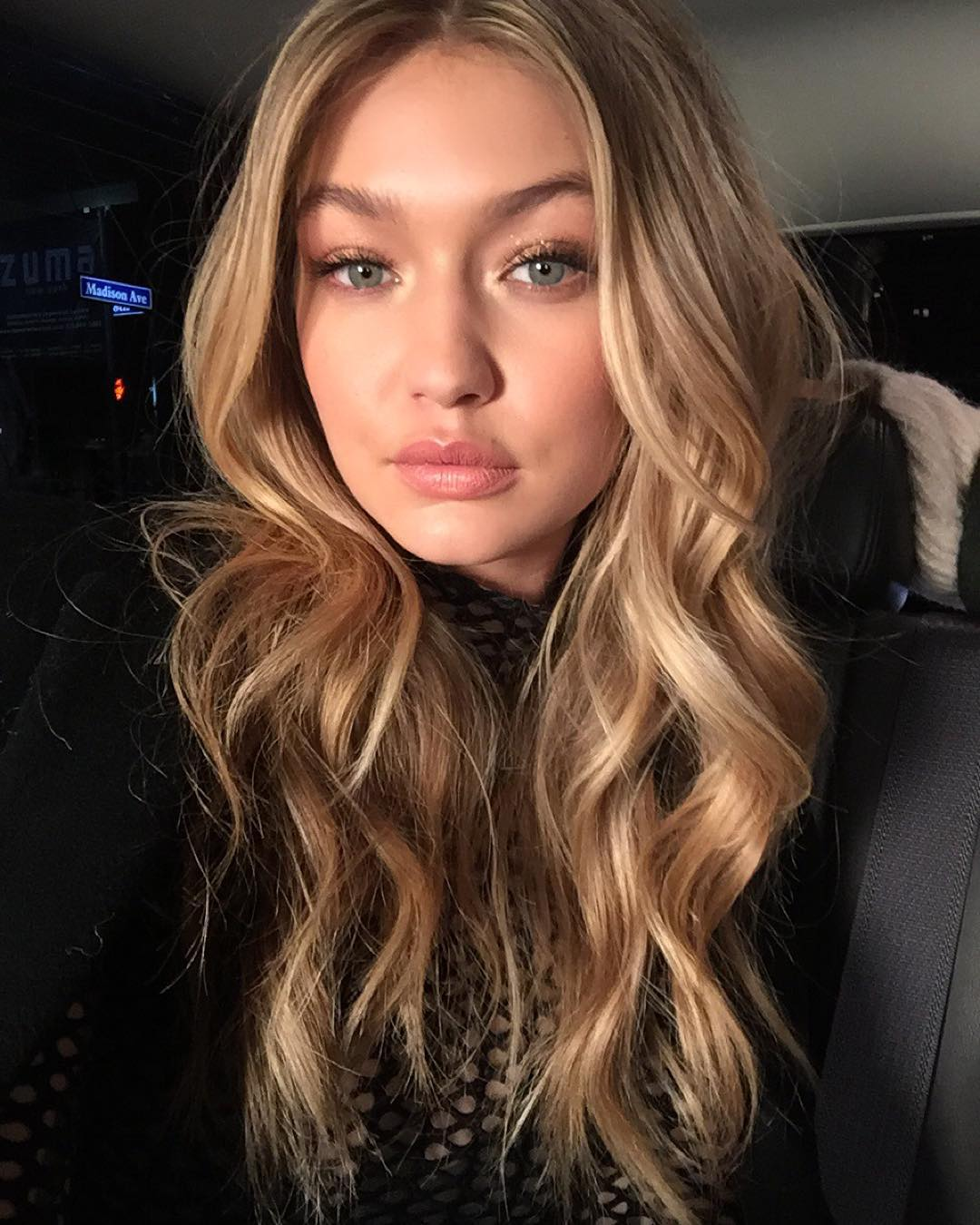
Gigi Hadid en 2015.

| Région                                                                                                 | Certification | Ventes/Streams |
| --- | ------------- | -------------- |
| Belgique (BEA)                                                                                         | Platine       | 20 000*        |
| *Ventes selon la certification ^Mise en rayon selon la certification xNon précisé par la certification |               |                |